# The ONES
『The ONES』 （ザ・ワンズ） は、V6の13作目のアルバム。2017年8月9日にavex traxから発売された。キャッチコピーは「無茶したな、V6。」。

## 曲制作
前作『Oh! My! Goodness!』から4年半振りのオリジナル・アルバムである。アルバムのタイトルは「個 (The One) の集合体」を意味し、制作はリリース前年の2016年から進められた。本作の表題曲であり最後の曲である「The One」は、アルバムタイトル決定後にTHE CHARM PARKが制作。一方で時計の音が特徴的な本作のリード曲「never」は"今"に向き合う歌詞とともに踊ることを念頭に置いて作曲され、s**t kingzのNOPPOが振付けを手がけている。

### メンバープロデュース曲
本作ではメンバーが「今、V6でやりたいこと」をテーマに、1人1曲（計6曲）をプロデュースし、歌詞の内容や歌割り、ミュージックビデオ (MV) を監修した。

#### 岡田准一「刹那的 Night」
岡田の知り合いを集めて制作された。映画で共演したピエール瀧とのつながりで、同じ電気グルーヴのメンバーである石野卓球に制作を依頼して作詞作曲されている。MVはチームラボによるデジタルアート作品『追われるカラス、追うカラスも追われるカラス、そして衝突して咲いていく』の世界が舞台で、振付けは首藤康之が担当。西陣織HOSOO (細尾) と串野真也が手がけた衣装は、メンバーの動きや光に連動して色が変化する。

#### 長野博「Round & Round」
リアルとバーチャルが混在する"今"について、2.5次元をモチーフに歌っており、MVではその世界観のままに、グリーンバックでCGやポリゴンを用いた撮影が行われた。

#### 三宅健「Remember your love」
後藤勇一郎によるストリングスアレンジがかかった失恋ソングであり、スタッフが提案した「失恋」というテーマを元に「忘れられない女性」を歌っている。デモテープに仮歌として入っていた意味のない歌詞の中から印象的な言葉だけを残したうえで、作詞家にとある映画を見た感想を歌詞にするよう依頼して製作された。ネオン管で形どられた家や家具の中で歌唱するMVは「過去に囚われている男」の姿を描いている。

#### 坂本昌行「Answer」
「自分を信じて進む」がコンセプトのロックナンバー。MVは坂本の意向によりメンバーのソロカットで撮影され、シンプルなモノクロの世界観の中に「選択と答え」を意味する扉がいくつも登場する。

#### 森田剛「ボク・空・キミ」
森田自身がタイトルを命名したバラードである。「静かな曲調でシンプルな言葉」をテーマに制作され、"命"について歌うこの曲は、作曲を大橋好規 (大橋トリオ) が手がけている。MVは、空を撮りたいという撮影監督の意向とストーリー仕立てにしたいという森田の意向を元に撮影され、一部場面は水中で森田自身が撮影した。

#### 井ノ原快彦「レッツゴー6匹」
レキシこと池田貴史が作詞作曲。"レキシ"だけにグループの「歴史」を表現するためV6の楽曲タイトルが歌詞に複数含まれ、MVにも楽曲タイトルやジャケット写真のモチーフが散りばめられている。ソロパートが多い近年のV6の楽曲と異なり、全編をメンバー全員によるユニゾンで歌っており、曲の前後にあるセリフ・アカペラは音楽番組『ミュージックステーション』の楽屋で録音、MVの井ノ原除くメンバー5人のソロ映像は、井ノ原のスマートフォンにより撮影されている。

### アーティストの参加
また多数のアーティストが楽曲制作に参加している。先述の石野卓球、大橋トリオ、レキシのほか、浜野謙太が作詞を手がけた「SOUZO」、秦基博書き下ろしの「Beautiful World」、V6のデビュー曲「MUSIC FOR THE PEOPLE」以来となる秋元康作詞曲「Cloudy sky」が収録されている。「SOUZO」は男の"想像"を描いたファンクで、MVには渡辺直美がゲスト出演。「Cloudy sky」のMVは360°カメラやドローンを用いて沖縄ロケで撮影された。また前作アルバム収録の「Supernova」を手がけたStaxx T(CREAM)が「DOMINO」の作詞を担当。さらに通常盤ボーナストラックとして、堀込高樹 (KIRINJI) が20th Century出演舞台を見た感想を基に作詞作曲編曲した「会って話を」、リアーナの曲を手がけたチームによる楽曲でMicro (Def Tech) が作詞したComing Centuryの「Get Naked」が収録されている。

## リリース
初回生産限定盤A (CD+DVD / CD+Blu-ray) 、初回生産限定盤B (CD+DVD) 、通常盤 (CDのみ)/初回予約特典特別CD の3種4品番で発売。初回生産限定盤Aに付属のDVD/Blu-rayには収録曲全14曲のミュージックビデオが収録されており、全形態に「MUSIC VIDEO making movie」が視聴可能なシリアルナンバーが付属する
。中でも、本アルバムの収録曲でない「太陽と月のこどもたち」については長場雄によるアニメーションで思春期の男女4人を描いており、作中にはV6のメンバーも登場する。
また初回A・B盤ジャケットBOXにはサーモグラフィーを利用した感温印刷が施されており、触ることでジャケット写真の絵柄が変わる。これらはMVを"見て"ジャケットに"触れる"ことで、「聴くだけじゃない」という本作のコンセプトを表現している。さらに"触れる"には、コンサートで「V6の音楽に触れる (実際に体感する) 」という意味も込められており、発売2日後の8月11日から本作を引っさげた全国7都市21公演の全国ツアーが行われた。

### プロモーション
WOWOWでは『WOWOW×V6 Special Collaboration』と題して8月6日に本作の発売記念特番を放送。さらに11月23日にツアードキュメントやインタビュー映像、同25日に同ライブツアーの横浜アリーナ公演の模様をダイジェストで放送した。これらの特別番組編成にともない、7月からの『WOWOWスペインサッカー 17-18シーズン』イメージソング、およびWOWOWの11月からのCMソングにアルバム曲「Answer」が起用された。
また「刹那的 Night」の西陣織衣装の基となる仮縫いの「フィッテイング衣装」展が日本全国のCDショップで行われた。

## 評価
アルバムは発売初日で前作『Oh! My! Goodness!』の初週売上げを超え、8月21日付のBillboard JAPANのチャートによると初週12万5523枚を売上げて週間アルバムセールスチャートと総合アルバムチャートHot Albumsで首位を獲得。同日付のオリコン週間アルバムランキングによると発売初週で12.9万枚を売上げ、オリジナルアルバムでは自身9年11ヶ月ぶりとなる1位を獲得した。アルバムは2週目でシングルとアルバムを通じて初めてTOP3位内で3位でランクインとなり、その後も売上を伸ばし、オリコンによると8月度の月間売上げ2位、10月30日時点で累計16万枚のセールスを記録し、年間アルバムランキングでは22位となった。なおBillboard JAPAN Hot Albumでは年間45位を記録している。
本作の売上げが前作を超えた理由について芸能ライターの佐藤結衣は、本作のキャッチコピーである「無茶したな、V6。」のとおり、有名アーティストらによる楽曲制作参加や全曲MV収録などが豪華であることと分析した。また佐藤は、メンバープロデュース曲を含めバラードやダンスチューンなど幅広いジャンルの曲が含まれる本作を「さすがの一言」と評価した。また『日経エンタテイメント』で上甲薫と木村尚恵は、V6の「音楽性の追求やステージの質の向上」が2015年ごろから再評価されていると述べ、デビュー20周年を経てもなお「原点であるダンスやアクロバットを諦めない姿勢」を讃えている。また本作の特徴として、かつて歌っていた「若者への応援歌」ではなく、年齢を重ねて「人生の不条理さも受け入れて生きていこうとする楽曲が目立つ」とした。

## 収録曲

### CD
※は通常盤のみ収録。シングル曲の詳細はそのページを参照。
1. never [4:17]
作詞：KE1、作曲：Shun Kusakawa, KAY, DAICHI、編曲：CHOKKAKU
2. 刹那的 Night [4:44]
作詞・作曲：石野卓球、編曲：CMJK
  - 岡田准一プロデュース曲
3. SOUZO [4:27]
作詞：浜野謙太、作曲：Tommy Clint、編曲：Tommy Clint
4. Beautiful World [3:57]
作詞・作曲：秦基博、編曲：皆川真人
  - 46thシングル
5. Cloudy sky [4:34]
作詞：秋元康、作曲：HIKARI、編曲：CHOKKAKU
6. DOMINO [1:39]
作詞：Staxx T (CREAM) 、作曲：Jazelie Paris, Justin Goins, Derryck Thornton、編曲：Derrck "Big Tank" Thornton
7. Round & Round [3:41]
作詞：林宏次、作曲：TAKUYA HARADA, COMMAND FREAKS, CASPER、編曲：COMMAND FREAKS
  - 長野博プロデュース曲
8. Remember your love [3:49]
作詞：AKIRA、作曲：U-Key zone, Shunsuke Harada、編曲：久保田真悟
  - 三宅健プロデュース曲
9. 会って話を※ [5:15] - 20th Century
作詞・作曲：堀込高樹 (KIRINJI) 、編曲：KIRINJI
10. Answer [4:18]
作詞：福岡良太、作曲：SHIKATA, CHRISTOFER ERIXON, COMMAND FREEKS、編曲：COMMAND FREAKS
  - 坂本昌行プロデュース曲
  - WOWOW『スペインサッカー 17-18シーズン』イメージソング
11. Can't Get Enough [3:52]
作詞：SUNNY BOY、作曲：Junichi Hoshino, Kameron "Grae" Alexander, 編曲：Junichi Hoshino
  - 47thシングルの1曲目
12. Get Naked※ [3:14] - Coming Century
作詞：Micro (Def Tech) 、作曲：Jintae Ko、編曲：Jintae Ko
13. ボク・空・キミ [5:19]
作詞：micca、作曲：大橋好規 (大橋トリオ) 、編曲：久米康嵩　
  - 森田剛プロデュース曲
14. COLORS [4:41]
作詞:micca、作曲:Ryuhei Yamada、編曲:ha-j
  - 48thシングルの1曲目
15. レッツゴー6匹 [4:27]
作詞・作曲：池田貴史 (レキシ) 、編曲：山口寛雄, 池田貴史
  - 井ノ原快彦プロデュース曲
  - TBS系『アメージパング!』エンディングテーマ
16. The One [3:59]
作詞：fifi lěger、作曲：THE CHARM PARK、編曲：THE CHARM PARK

### DVD / Blu-ray

#### 初回生産限定盤A
※以下15曲のMusic Videoを収録。歌詞字幕の有無を選択できる。
1. never
2. 刹那的 Night
3. SOUZO
4. Beautiful World
5. Cloudy sky
6. DOMINO
7. Round & Round
8. Remember your love
9. Answer
10. Can‘t Get Enough
11. ボク・空・キミ
12. COLORS
13. レッツゴー6匹
14. The One
15. 太陽と月のこどもたち

### DVD

#### 初回生産限定盤B
1. テレビ朝日ドリームフェスティバル2016
  1. MUSIC FOR THE PEOPLE
  2. TAKE ME HIGHER
  3. Believe Your Smile
  4. HONEY BEAT
  5. fAKE
  6. will
  7. SP "Break The Wall"
  8. Beautiful World
  9. over
  10. Wait for You
  11. Darling
  12. CHANGE THE WORLD
  13. 愛なんだ
  14. WAになっておどろう
2. 特典映像[8]「カミセン vs トニセン! 沖縄縦断VR対決」

### シリアル動画
- 初回限定生産盤A収録MVメイキング映像[17]
（視聴可能期間：2017年8月8日12時 - 12月15日12時）